# Paradoxo do Pinóquio
O Paradoxo do Pinóquio é o resultado gerado por um conflito de lógica baseado na famosa história infantil do boneco Pinóquio, cujo nariz crescia sempre que ele contava uma mentira. É uma versão do paradoxo do mentiroso.
Esse conflito se ilustra imaginando o Pinóquio dizendo a frase: meu nariz vai crescer agora. Neste caso, duas hipóteses, igualmente válidas poderiam acontecer:
- O nariz de Pinóquio não cresce. Então ele disse uma mentira, portanto, o nariz deve crescer;
- O nariz de Pinóquio cresce. Então ele disse uma verdade, portanto, o nariz dele não tinha motivo para ter crescido.

Em ambos os casos, seria gerada uma contradição, pois, se o nariz cresce, ele não deveria ter crescido e, se não cresce, deveria ter crescido. Este é o paradoxo.